# Alewici

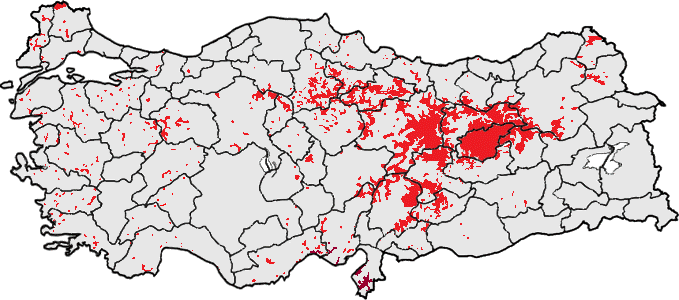
Rozmieszczenie alewitów w Turcji. Jasnoczerwone kropki symbolizują alewitów, ciemnoczerwone w prowincji Hatay (południe Turcji) odnoszą się zaś do alawitów.

Alewici – wyznanie monoteistyczne wyrosłe z islamu szyickiego, czasem uważane za jego odłam. Jego członkowie zamieszkują Republikę Turcji, a także w mniejszym stopniu Bułgarię, Macedonię Północną i Albanię gdzie stanowią mniejszość. Wspólnota posiada znaczące diaspory w Zachodniej Europie. Ich liczebność szacuje się na ok. 15–20 milionów osób. Etnicznie łączą w sobie kilka grup narodowościowych dla których ojczystymi językami są (w przypadku Turcji w której żyje najwięcej alewitów) turecki, kurdyjski i zazaki.

## Historia

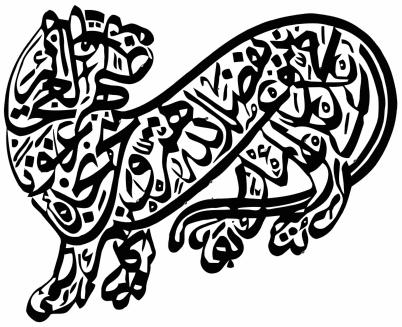
Kaligrafia artystyczna z imieniem Alego.

Początków alewickiej historii należy doszukiwać się w XIII wieku i masowych emigracjach ludów turkijskich z Azji Środkowej pod wpływem rosnącej potęgi Imperium Mongolskiego. Rozbudowany mistycyzm koczowników ścierał się z wierzeniami osiadłych już muzułmanów i uniemożliwiał pełną asymilację religijną, zezwalając na jedynie częściowe przyjęcie zwyczajów islamu.
Z czasem grupy te zjednoczyły się pod nazwą Kyzyłbaszów (tur. Kızılbaşlar) podejmując ścisłą współpracę z perską dynastią Safawidów. Wtedy też ugrupowanie to przyjęło tarikatową naturę jak i wiele elementów szyizmu, np.: wiarę w szczególną rolę Alego i Dwunastu Imamów. Kyzyłbaszowie działali aktywnie między XII a XVI wiekiem, dopóki nie zostali rozgromieni w bitwie na równinie Czałdyran, co doprowadziło do ich dezorganizacji.
Alewici odzyskali głos dopiero w wieku XX, gdy Mustafa Kemal Atatürk obalił osmański kalifat i założył Republikę Turcji, która w konstytucji z 1928 oficjalnie określiła się państwem świeckim. Ponadto, utrzymywał on kontakty z alewickim bractwem Czelebijja, w wyniku czego po dziś dzień cieszy się wśród nich szacunkiem.
W latach 70. relacje alewitów z państwem tureckim napięły się przez rosnące wśród nich marksistowskie tendencje, jednak po upadku bloku wschodniego i rozpoczęciu wzrostu tradycjonalistycznych tendencji wśród tureckiego społeczeństwa napięcia te częściowo osłabły. Alewici skupili się bowiem na religijnym i kulturowym odżyciu ich społeczności, na nowo żyjąc zgodnie ze starymi tradycjami i starając się o uznanie ich odrębności w sunnickiej Turcji.

## Wierzenia i praktyki

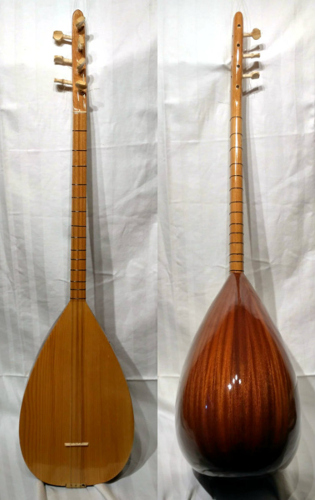
Bağlama/Saz, święty instrument alewizmu.

Powstanie alewickiego mistycyzmu przypisuje się Hadżi Bektaszowi Wali i jego ruchowi bektaszytów, który ze względu na przypisywane mu cuda zaskarbił sobie przychylność wielu anatolijskich koczowników. Oba ugrupowania współdziałały ze sobą do XV wieku, kiedy za sprawą konfliktu o pochodzenie liderów religijnych, w którym bektaszyci wierzyli że ich przywódcy muszą pochodzić bezpośrednio od Bektasza Wali, a alewici uznawali, że wystarczy być w społeczności, by móc nią kierować. Rozłam ten nie zmienia jednak faktu, iż niektóre elementy alewizmu, np: synkretyzm, wywodzi się właśnie z nauk Bektasza Wali.
Alewizm jest wyznaniem sufickim, co dowodzi jego pochodzenia od bektaszyzmu. Religia ta jest synkretyczna, łączy w sobie elementy m.in.: chrześcijańskie czy zoroastryjskie. Bogiem według alewitów jest Allah (zwany też Al-Hakk), jednak razem z reprezentującymi jego światło i pochodzącymi od niego Mahometem i Alim tworzy Świętą Trójcę. Pogląd ten, wedle którego prorok islamu i jego zięć zawierają w sobie boski pierwiastek, sugeruje klasyfikację alewizmu jako wyznania heterodoksyjnego w ramach islamu. Kluczowa dla doktryny tej religii waga nauk przypisywanych Alemu oraz wysoka ranga jego osoby wskazywałaby na pochodzenie alewizmu od szyizmu, jednak muzułmańscy duchowni stale spierają się o prawdziwość tego stwierdzenia.
Alewici wierzą też w istnienie nadprzyrodzonych sił dobra i zła w postaci aniołów oraz dżinnów.
Łaski boskiej i mistycznej dorosłości alewita może dostąpić na podstawie czterech warunków – narodzin, wiedzy, świadomości i znalezieniu w sobie Boga.
Bardzo ważnym elementem życia jest dla alewitów moralność. Jest ona krytycznym warunkiem niezbędnym do egzystencji wśród alewitów, nie powinien więc dziwić fakt, że jest ona bardzo ważna. Wagi ich intencjom przypisuje fakt, iż przed każdą ceremonią religijną każdy z zebranych pytany jest o zgodę na jej odbycie się. W przypadku jej braku, porusza się temat problemu, który zdaniem indagowanego stanowi przeszkodę dla odbycia się ceremonii. Ten sposób przygotowania do rytuału jest kontynuowany, dopóki każdy zebrany nie będzie w stanie ze szczerym sumieniem odbyć ceremonii.
Osoby niewierzące, a także pozbawione szczerych intencji, nie mogą brać udziału w życiu religijnym alewickiej społeczności, a nawet zjawiać się w ich miejscach kultu. Mowa tu o zabójcach, złodziejach, rozpustnikach, czy kłamcach. Ludzi tych określa się mianem grzeszników (tur. Düşkün) i wypycha poza margines alewickich społeczności, by ich spaczone intencje nie mogły zaszkodzić ogółowi.
Miejscem kultu alewitów jest tzw. Dom Zgromadzeń (tur. Cemevi). Budynek ten nie posiada specyficznego stylu architektonicznego, nie odróżniając się od pozostałej zabudowy. Jest to powiązane z nieuznawaniem alewizmu przez konstytucję Republiki Turcji za odrębną religię. Cemevi, poza spełnianiem religijnych funkcji, są również centrami kulturalnymi i społecznymi dla alewitów.
Alewickim ceremoniom zawsze towarzyszy akompaniament muzyczny. Przy pomocy świętego dla nich sazu alewici mogą wyrażać nie tylko swoją wiarę, lecz również przemyślenia i emocje. Jego dźwięki towarzyszą kluczowej ceremonii zwanej Sama. Jest to rodzaj tańca, wykonywanego jako forma modlitwy, w którym biorą udział zarówno mężczyźni jak i kobiety. Poza grą sazu, towarzyszy mu zwykle rytmiczna recytacja poezji.
Przywódcami społeczności alewickich są "Dziadkowie" (tur. Dede). Każdy Dede musi być potomkiem Alego oraz dysponować mądrością życiową. Dede stają się przeważnie starsi, cieszący się zaufaniem członkowie lokalnych społeczności. Funkcja ta jest jedynie honorowa, jako iż z piastowaniem tej godności nie wiążą się żadne dodatkowe przywileje, czy uprawnienia wśród alewitów. Dede w swoich społecznościach poza prowadzeniem ceremonii religijnych pełnią również funkcje mediatorów w personalnych konfliktach między wiernymi.
Alewici to etniczno-religijna tożsamość, która, podobnie jak judaizm, jest przekazywana przez matkę.

## Źródła
1. https://web.archive.org/web/20160307000721/http://www.piryolu.com/forum/alevi-yerlesim-yerleri/2085-turkiyedeki-tum-alevi-koyleri8206.html
2. Gül, İbrahim. 2021. Alevi-Bektaşi Toplumunun İç Sorunları ve Çözüm Önerileri. Afyonkarahisar: Afyon Kocatepe Üniversitesi Sosyal Bilimler Dergisi.
3. https://oxfordre.com/religion/display/10.1093/acrefore/9780199340378.001.0001/acrefore-9780199340378-e-101#acrefore-9780199340378-e-101-div1-5
4. https://www.researchgate.net/publication/356469689_The_Religionization_in_Alevi_Culture_An_Exploratory_Study_on_Spiritual_Leaders_Dedes
5. https://corum.ktb.gov.tr/TR-163367/alevi-inanci.html
6. https://ahvalnews.com/tr/aleviler/alevilik-7-ayri-bir-inanc-sistemi-mi
7. https://www.kulturportali.gov.tr/turkiye/tunceli/kulturatlasi/alevilik
8. https://www.anatoliareport.com/the-alevi-faith-principles-beliefs-rituals-and-practices.html
9. https://ich.unesco.org/en/RL/semah-alevi-bektai-ritual-00384
10. http://emlakansiklopedisi.com/wiki/cemevi-mimarisi-nasildir-cemevi-sayisi-kactir
11. Karakaya-Stump, Ayfer. 2020. The Kizilbash/Alevis in Ottoman Anatolia. Sufism, Politics and Community. Edynburg: Edinburgh University Press.